# Sphaerosyllis bulbosa
Sphaerosyllis bulbosa är en ringmaskart som beskrevs av Rowland Southern 1914. Sphaerosyllis bulbosa ingår i släktet Sphaerosyllis och familjen Syllidae. Arten har ej påträffats i Sverige. Inga underarter finns listade i Catalogue of Life.